# Maná (dulce)
El maná es un postre tradicional de la gastronomía del Perú. Tiene su origen en la ciudad de Lima, se preparaba en los conventos durante el tiempo del Virreinato del Perú.

## Historia
Los manás fueron preparados en la época de la colonia, por las monjas españolas que tenían el conocimiento de las hábiles cocineras moras.
Las monjas españolas enseñaron sus conocimientos de repostería a las novicias criollas, a las sirvientas indígenas, a las esclavas negras provenientes de África, y a las niñas y señoritas que eran enviadas por sus familias acaudaladas a los conventos, para ser educadas y alejadas de los problemas. Durante el Virreinato de Perú existieron numerosos e importantes conventos en donde se desarrolló una repostería fina.
Fueron importantes el convento de la Encarnación, el convento de Jesús, María y José, el convento de la Concepción, de la Trinidad, de los Descalzos, de Santa Clara, del Carmen, del Prado, y el monasterio de monjas de Santa Catalina en Arequipa, que fue el más importante y que tenía una pequeña ciudadela en su interior.
De los conventos coloniales también salieron dulces como: suspiro de limeña, voladores, mazapán, bola de oro, ponderaciones, alfajores, rosquetes, bienmesabe, huevo chimbo, buñuelos, picarones, frejoles colados, cabello de ángel, guargüeros, entre muchos otros.